# جونگ جائه-سونگ
جونگ جائه-سونگ (انگلیسی: Jung Jae-sung; ۲۵ اوت ۱۹۸۲ – ۹ مارس ۲۰۱۸) بدمینتون‌باز اهل کره جنوبی بود.